# La Cuba
La Cuba est une commune d’Espagne, dans la Comarque du Maestrazgo, province de Teruel, communauté autonome d'Aragon.

## Les Templiers et les Hospitaliers
La Cuba est une ancienne seigneurie de l'ordre du Temple qui dépendait de la baillie de Cantavieja (es) et où les Templiers accordèrent une charte de peuplement en 1241/42[évasif],. Elle fut dévolue aux Hospitaliers de la châtellenie d'Amposta.